# بفودی
بفودی (به لاتین: Befody) یک منطقهٔ مسکونی در ماداگاسکار است که در نوسی واریکا واقع شده‌است. بفودی ۱۲٬۰۰۰ نفر جمعیت دارد و ۴۶۶ متر بالاتر از سطح دریا واقع شده‌است.